# 袁端
袁端（1438年—？），字宗正，河南開封府蘭陽縣人，明朝政治人物。進士出身。

## 生平
天順三年（1459年）己卯科河南鄉試第五十一名。成化二年（1466年）丙戌科會試第八十四名，殿試登進士第三甲第一百六十名。

## 家族
曾祖父袁得。祖父袁昇。父亲袁鳳。